# Victor Manu (stație de metrou)
Victor Manu este o stație planificată de metrou din București. Se va afla în Sectorul 2, pe Șoseaua Iancului, la o adâncime de −13,5 m.